# جایزه بزرگ آلمان ۱۹۸۰
جایزه بزرگ آلمان ۱۹۸۰ (انگلیسی: ‎1980 German Grand Prix‎) یک مسابقهٔ موتوری در رشتهٔ اتومبیل‌رانی فرمول یک بود که در تاریخ ۱۰ اوت ۱۹۸۰ در هوکنهایمرینگ واقع در هوکنهایم، آلمان برگزار شد. این گراند پری در میان ۱۴ گراند پری در فصل ۱۹۸۰، مسابقهٔ شمارهٔ ۹ بود.
در این مسابقه که در ۴۵ دور و به مسافت ۳۰۵٫۵۰۵ کیلومتر (۱۸۹٫۸۳۲ مایل) برگزار شد، پول پوزیشن توسط آلن جونز کسب شد و سریع‌ترین زمان برای طی یک دور پیست که برابر با ۱:۴۸٫۴۹ بود نیز توسط آلن جونز به ثبت رسید.
ژاک لافیت از تیم لیجیه-فورد، کارلوس روتمان از تیم ویلیامز-فورد و آلن جونز از تیم ویلیامز-فورد به‌ترتیب مقام‌های اول تا سوم مسابقه را کسب کردند.

## رده‌بندی قهرمانی پس از مسابقه
| جایگاه | راننده        | امتیاز |
| ------ | ------------- | ------ |
| ۱      | آلن جونز      | ۴۱     |
| ۲      | نلسون پیکه    | ۳۴     |
| ۳      | کارلوس روتمان | ۲۶     |
| ۴      | ژاک لافیت     | ۲۵     |
| ۵      | رنه آرنوکس    | ۲۳     |
| منبع:  |               |        |

| جایگاه | سازنده       | امتیاز |
| ------ | ------------ | ------ |
| ۱      | ویلیامز-فورد | ۶۷     |
| ۲      | لیجیه-فورد   | ۴۸     |
| ۳      | برابام-فورد  | ۳۴     |
| ۴      | رنو          | ۲۳     |
| ۵      | اروز-فورد    | ۱۱     |
| منبع:  |              |        |

یادداشت
- تنها پنج جایگاه نخست از هر رده‌بندی نمایش داده شده است.